# Ladislav Beneš
Ladislav Beneš, češkoslovaški rokometaš, * 9. julij 1943.
Leta 1972 je na poletnih olimpijskih igrah v Münchnu v sestavi češkoslovaške rokometne reprezentance osvojil srebrno olimpijsko medaljo.